# Ronnie Hellström
Folke Ronnie Wallentin Hellström (* 21. Februar 1949 in Malmö; † 6. Februar 2022) war ein schwedischer Fußball-Torwart. Hellström zählte seinerzeit zu den weltbesten Torhütern.

## Laufbahn

### Hammarby IF
In Hellströms Kindheit wurde er in Malmö noch als zu klein eingestuft. Sportlich fokussierte er sich zunächst auf Handball und insbesondere Eishockey. Im Alter von 13 Jahren zog Hellströms Familie von Malmö nach Stockholm. Dort wurde er Eishockeytorwart bei Tyresö IF, und Hammarby IF wurde im Fußball sein Heimatverein. Seinen ersten Titel gewann er als Eishockeyspieler, als er mit seinem Schulteam die schwedische Schülermeisterschaft gewann.
Im Fußball spielte Ronnie Hellström ab 1962 in der Hammarby Jugend und debütierte mit 17 Jahren am 11. Mai 1966 in der Herrenmannschaft. Er musste den verletzten Stammtorhüter Sven Lindberg in der Mannschaft ersetzen, die zu der Zeit in der Division 2 spielte. 1966 und 1969 stieg Hellström mit Hammarby zweimal in die erstklassige Fotbollsallsvenskan auf. Mit dem erstmaligen Aufstieg zog Hammerby zur Saison 1967 in das Söderstadion, in dem Hellström sein Erstligadebüt gegen den Örebro SK gab. In der Saison 1970 führte er die Mannschaft als Aufsteiger auf den fünften Platz und damit dem besten Ergebnis seit Bestehen des Vereins. Hellström erhielt im selben Jahr die Auszeichnung Stor Grabb und wurde 1971 erstmals zum Fußballspieler des Jahres in Schweden gewählt. Hellström bestritt 171 Spiele für den Verein und wurde 2004 hinter Vereinslegende Lennart Skoglund, mit dem er in seinen ersten beiden Jahren ebenfalls zusammen gespielt hatte, als zweitbedeutendster Spieler in der Geschichte des Vereins ausgezeichnet. In seiner Zeit bei Hammarby wurde Hellström 1968 Nationalspieler. Danach spielte er allerdings zunächst hauptsächlich im U23-Nationalteam. Insgesamt kam Hellström 14-mal in der Jugend-Nationalmannschaft zum Einsatz. Bei der Fußball-Weltmeisterschaft 1970 reiste er als erster Torwart nach Mexiko. Da sein Trainer Orvar Bergmark ihm allerdings die Mitschuld an Angelo Domenghinis Siegtor bei der 1:0-Niederlage gegen den späteren Finalisten Italien gab, musste er sich bei den folgenden Gruppenspielen anstelle von Sven-Gunnar Larsson auf die Bank setzen. Außerhalb Schwedens wurde er durch die Fußball-Weltmeisterschaft 1974 bekannt, bei der Schweden die zweite Finalrunde und am Ende den fünften Platz belegte. Bei Hammarby war Hellström noch parallel zum Spielbetrieb Einkäufer einer schwedischen Warenkette, die dem Vereinspräsidenten gehörte. Erst nach Ladenschluss trainierte er und wurde mit seinem Wechsel in die Fußball-Bundesliga Vollprofi.

### 1. FC Kaiserslautern
Bereits vor der Weltmeisterschaft sicherte sich der deutsche Bundesligaverein 1. FC Kaiserslautern die Dienste von Hellström. Willi Müller verfasste dazu handschriftlich auf dem Vereinspapier die Transfervereinbarung, die Hellström am 10. Mai 1974 unterschrieb. Die Transfersumme betrug 220.000 DM.
Zur Fußball-Bundesliga Saison 1974/75 wurde Ronnie Hellström Profi und Stammtorhüter des Vereins. Er erreichte mit dem FCK das Finale im DFB-Pokal 1975/76 und im DFB-Pokal 1981, wurde 1978/79 Herbstmeister (am Ende Dritter, auch 1980). 1975 gewann er den Intertoto-Cup 1975 in der Gruppe 8 und spielte seine ersten Spiele auf der europäischen Clubebene. 1982 erreichte er mit dem 1. FC Kaiserslautern das Halbfinale im UEFA-Pokal. Hellström bestritt 266 Bundesligaspiele und war damit lange Zeit der ausländische Torhüter mit den meisten Spielen in der Bundesligageschichte. Er spielte sowohl mit Dietmar Schwager zusammen, der in der zweiten Bundesliga-Saison 1963/64 bereits für Kaiserslautern auflief, als auch mit Andreas Brehme, der 1998 Deutscher Meister mit Kaiserslautern wurde. In seiner Zeit bei Kaiserslautern lehnte Hellström 1978 unter anderem ein lukratives Angebot von New York Cosmos ab.
1975 und 1977 war er maßgeblich am Klassenerhalt beteiligt. Von den Fans des 1. FC Kaiserslautern wurde Hellström 1977 zum beliebtesten Spieler gewählt. In der Saison 76/77 war Hellström gemeinsam mit Johannes Riedl mit zwei Berufungen in die kicker Elf des Tages der am häufigsten berufene Spieler des FCK. In der darauffolgenden Saison 77/78 war er mit sechs Nominierungen wieder der am häufigsten berufene Spieler des Vereins und schaffte es in die kicker Elf der Saison. 1978 wurde er zudem erneut zu Schwedens Fußballspieler des Jahres gewählt. Damit ist er der einzige Torhüter, der diese Auszeichnung zweimal erhielt. Bei der Wahl zum Europas Fußballer des Jahres 1978 wurde er (als bester Torwart) sechster. Zuvor war er bereits 1974 und 1977 dreizehnter. 1979 schaffte er es noch ein letztes Mal in die Liste von France Football auf Platz 27. Damit ist er Kaiserslauterns Spieler mit den meisten Berufungen. Hellström wurde 1978 ebenfalls von France Football in einem Artikel über Südamerikas Fußballer des Jahres in einer hypothetischen europäischen Auswahl gegen eine südamerikanische Auswahl als Torwart aufgestellt. Zudem wurde er vom Magazin Kicker vor Ballon d’Or 1978-Sieger Kevin Keegan in der Rückrunde der Saison 1977/78 in die Kategorie Weltklasse eingeordnet. Dies gelang in diesem Zeitraum keinem deutschen Bundesligaspieler. Zudem wurde er von Winter 1975/76 bis Sommer 1981 durchgehend in die Kategorie Internationale Klasse eingeordnet. In der Saison 80/81 war er mitverantwortlich dafür, dass Kaiserslautern mit 37 Gegentoren erstmals die wenigsten Gegentore in der Endtabelle einer Bundesligasaison kassierte.
Kurz nach dem Pokalfinale 1981 erlitt Hellström am 28. Juli 1981 in einem Freundschaftsspiel gegen eine Mittelsaarauswahl in Lebach eine schwere Schulter- und Armverletzung nach einem Zusammenprall. Gegen Ende der Saison 1981/82 konnte er noch die letzten neun Saisonspiele bestreiten und Kaiserslautern ins UEFA-Pokal-Halbfinale führen. In der Saison 1982/83 verlor Hellström nach einer Verletzung am Ringfinger seinen Stammplatz an Armin Reichel. Zudem zog sich Hellström im Februar 1983 einen Trümmerbruch zu. Trotz der Verletzungen konnte er sich den Stammplatz in der Saison 1983/84 ab dem 11. Spieltag wieder zurück erkämpfen.
Hellström wurde der erste ausländische Spieler, der ein Abschiedsspiel vom Verein bekam. Am 24. April 1984 spielte er mit dem 1. FC Kaiserslautern gegen eine Weltauswahl bestehend aus Benno Magnusson, Roland Sandberg, Hasse Borg, Conny Torstensson, Bo Larsson, Björn Nordqvist, Björn Andersson, Kenneth Ohlsson, Ove Kindvall, Klaus Toppmöller, Paul Breitner, Franz Beckenbauer, Jürgen Grabowski, Wolfgang Overath und Sepp Maier im damaligen Betzenbergstadion. Der 1. FC Kaiserslautern gewann 7:4.
In seinem letzten Bundesligaspiel hielt Hellström am 26. Mai 1984 einen Elfmeter von Ralf Falkenmayer. Insgesamt hielt er 17 Elfmeter in der Bundesliga und einen von Rafael García Cortés geschossenen Elfmeter im UEFA-Pokal-Viertelfinale 1982 beim 5:0-Sieg gegen Real Madrid. In seiner gesamten Zeit beim 1. FC Kaiserslautern sah Hellström weder eine gelbe noch eine rote Karte. Sein Nachfolger als Stammtorhüter der nächsten Saison 1984/85 wurde Gerry Ehrmann. Hellström hatte zudem einen eigenen Fanclub.
Bis 2022 war Hellström der ausländische Torwart mit den meisten Bundesligaspielen. Diesen Rekord brach Yann Sommer, als er sein 267. Bundesligaspiel machte.

### Schwedische Nationalmannschaft
In der schwedischen Nationalmannschaft absolvierte er 77 Länderspiele. Hellström nahm an den Weltmeisterschaften 1970, 1974 und 1978 teil. In Erinnerung geblieben ist die Begegnung der zweiten Runde bei der WM 1974 gegen den Gastgeber Bundesrepublik Deutschland. Die Partie, in der drei Tore innerhalb von drei Minuten fielen, ging auf dem regennassen Rasen des Düsseldorfer Rheinstadions nach hartem Kampf mit 2:4 verloren. Hellström zeigte einige Glanzparaden, konnte die Niederlage aber nicht verhindern. Zudem war seine schwedische Mannschaft die einzige im Turnier, die gegen den Totalen Fußball des späteren Vize-Weltmeisters Niederlande kein Gegentor kassierte. Hellström ist neben Robin Olsen und Kalle Svensson der einzige schwedische Torhüter, der bei einer WM dreimal zu null spielen konnte. Von El Gráfico wurde er im Team der Weltmeisterschaft 1978 aufgestellt. Hellström gewann mit der schwedischen Nationalmannschaft am 27. Juni 1971 mit 1:0 und am 19. April 1978 mit 3:1 gegen Deutschland und hatte damit am Ende seiner Karriere eine positive Bilanz gegen die deutsche Nationalmannschaft.

### Karriereende
Am 8. Oktober 1988 machte Hellström noch ein letztes Spiel in der Allsvenskan. Am vorletzten Spieltag spielte er für GIF Sundsvall gegen Västra Frölunda IF. Das Spiel endete ohne Gegentor für ihn mit 0:0. Nach dem Karriereende arbeitete Hellström als Torwarttrainer bei Hammarby IF und Malmö FF. 1995 saß er beim ersten Saisonspiel von Hammarby IF und wieder gegen Västra Frölunda IF im Alter von 46 Jahren nochmals als Ersatztorhüter auf der Bank bei einem Erstligaspiel. 2011 wurde er in die SFS Hall of Fame aufgenommen.

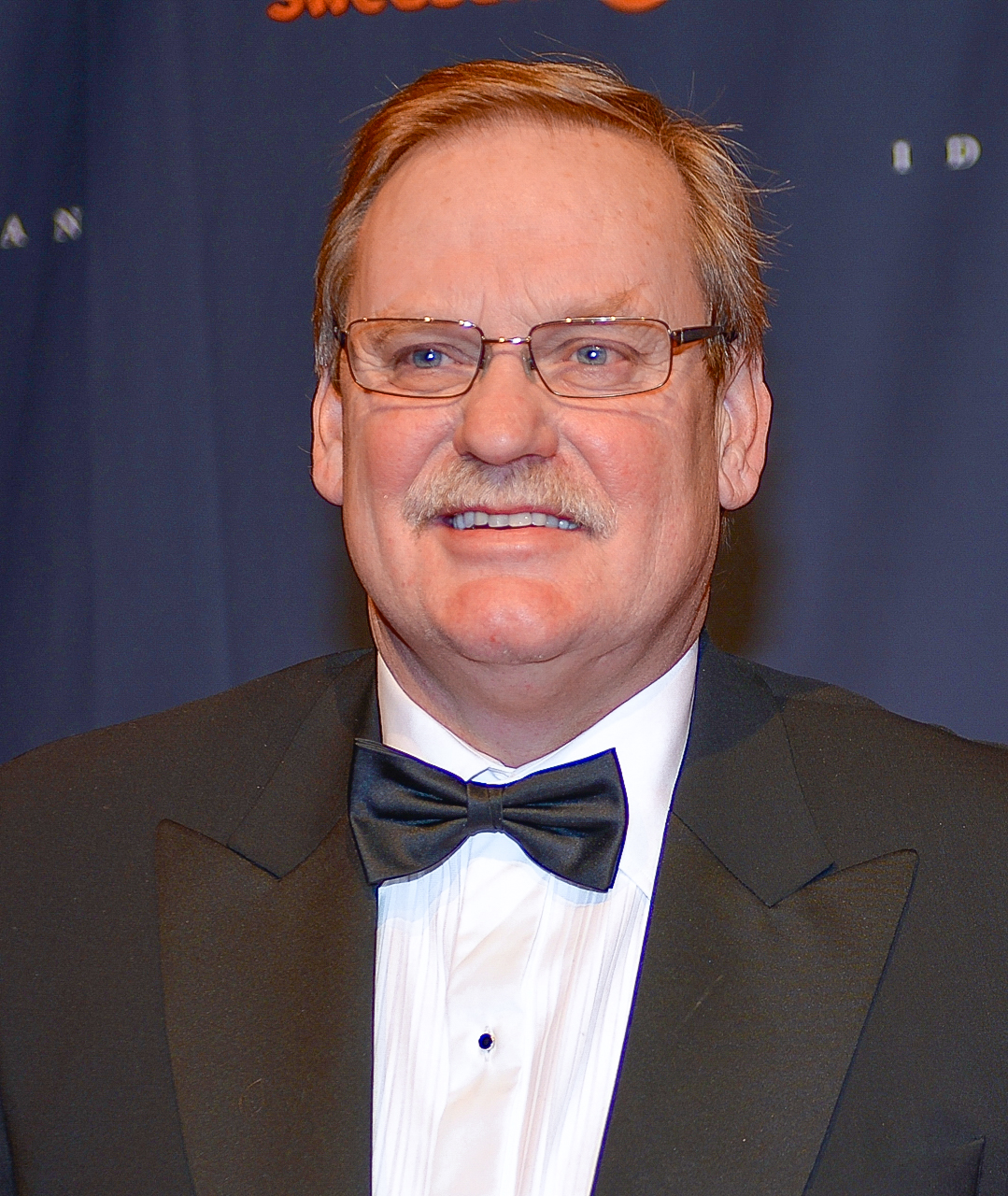
Ronnie Hellström im Januar 2014 bei der Svenska Idrottsgalan im Ericsson Globe in Stockholm

### Posthum
Auf Beschluss des Ortsbeirats von Morlautern wird eine neu zu bauende Erschließungsstraße im Wohngebiet auf dem ehemaligen Gärtnerei-Gelände, westlich der Turmstraße, den Namen „Ronnie-Hellström-Weg“ erhalten.

## Privat
Sein Vater Rolf war ebenfalls Torwart und spielte in Malmö für Sofielunds IF, einem Verein, der von 1923 bis 2001 eine aktive Fußballmannschaft hatte und von 1940 bis 1944 in der Division 3 spielte. Auch sein in Kaiserslautern geborener Sohn Erland war Fußballtorwart. Hellström war zweimal verheiratet und hatte mit seiner ersten Frau Harriet neben Erland noch zwei Töchter Veronika und Christel. Nach eigenen Angaben heiratete er vor seinem Wechsel nach Kaiserslautern fürs Finanzamt. Angesprochen auf seine damals holprigen Deutschkenntnisse sagte sein Mentor Sten Ahlner über Hellström: „Ronnie hat sein Abitur auf einer Mädchenschule gemacht. Dort kümmerte er sich mehr um Girls, als um Grammatik.“ Nach über zwanzig Jahren Ehe trennten sie sich und er heiratete seine zweite Frau Anne-Marie.
In seiner Kaiserslauterner Zeit betrieb Hellström ein Modegeschäft in Idar-Oberstein, in dem unter anderem selbst hergestellte Torwarthandschuhe und seine eigene Hosenkollektion „Kado-Jeans“ verkauft wurde. Zudem handelte er mit Video-Anlagen. Er lebte zusammen mit Mitspieler Roland Sandberg in einem Haus in Morlautern. In Schweden wurde er Generalvertreter des italienischen Sportartikelhersteller Reusch, der auch Torwarthandschuhe produziert, und leitete ein Reisebüro. Von 2001 bis 2017 war er für die schwedische Tochter der Hornbach Baumarkt AG in verantwortlicher Position tätig und hat die Expansion des deutschen Baumarktbetreibers in Schweden vorangetrieben.
In einem Interview im November 2021 mit der schwedischen Zeitung Expressen erklärte Hellström, dass er unheilbar an Speiseröhrenkrebs erkrankt sei. Erste Symptome waren ein Jahr zuvor aufgetreten. Er lebte zuletzt im südschwedischen Beddingestrand. Hellström starb im Alter von 72 Jahren im Kreis seiner Familie. Sein Grab befindet sich auf dem Friedhof vor der Klosterkirche von Vadstena.